# Joseph Anton Merz
Joseph Anton Merz (* 1681 in Marktoberdorf, Allgäu; † 7. Januar 1750 in Straubing) war ein schwäbisch-bayerischer Maler der Barockzeit und des frühen Rokoko.

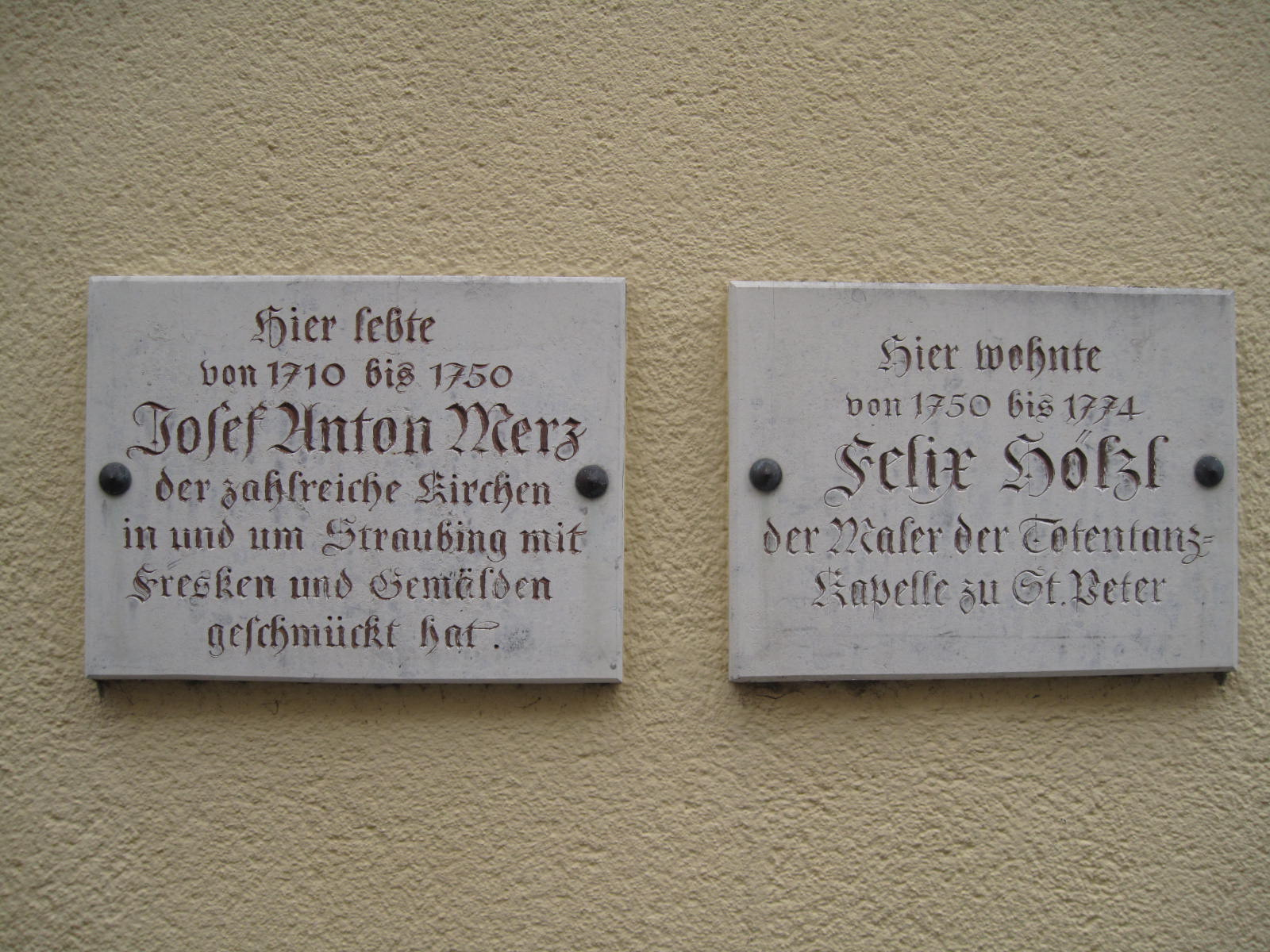
Gedenktafel in Straubing, Burggasse 16

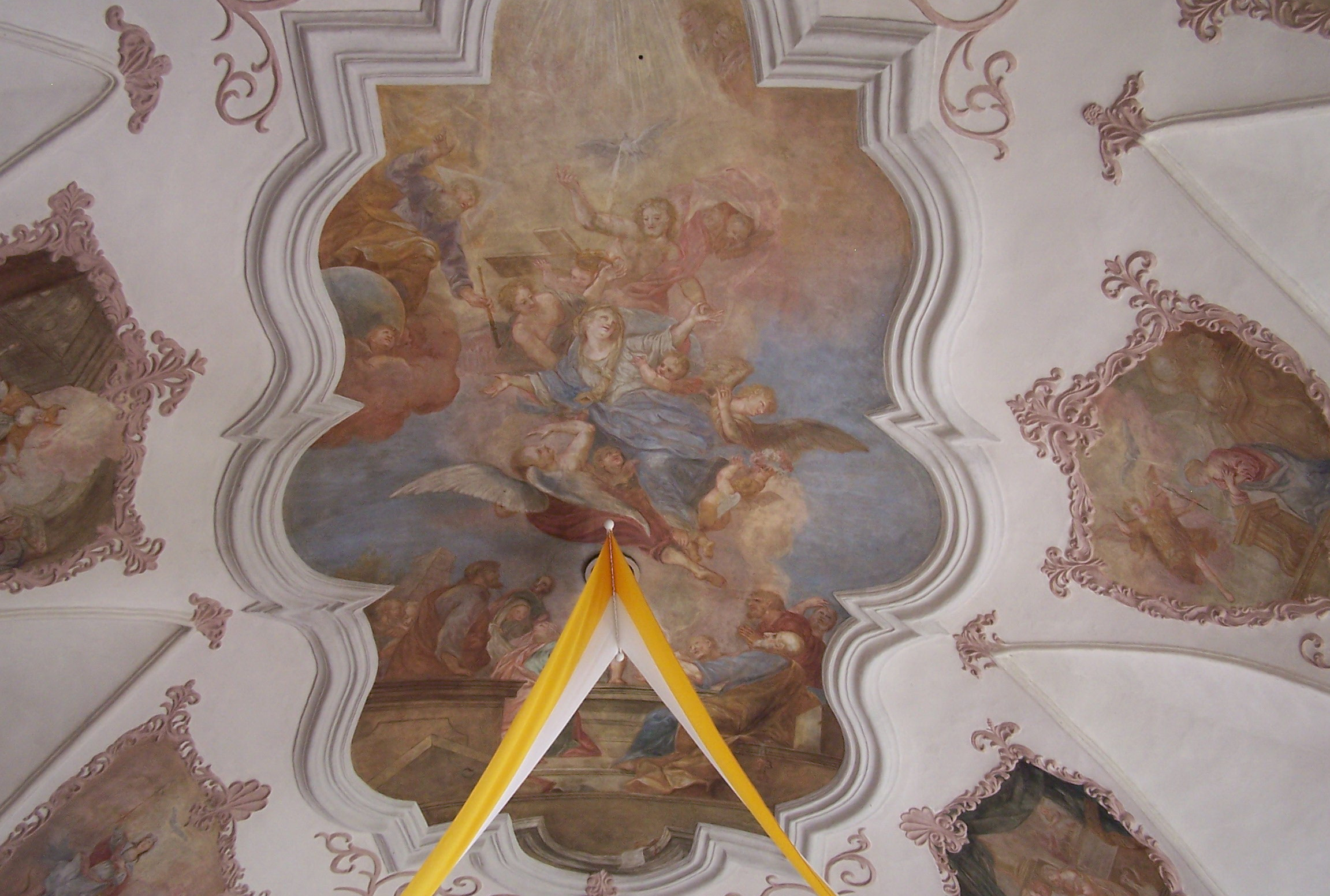
Deckenfresko – Aufnahme Mariens in den Himmel, Pfarrkirche Wörth an der Donau

## Leben und Werk
Er wirkte bis 1734 vornehmlich in der Umgebung von Straubing und hat überwiegend Altarbilder und Fresken geschaffen. Zu seinen Werken gehören der Freskenzyklus von Kloster Oberalteich und die Deckenfresken der Kirche St. Johannes von Nepomuk in Thürnthenning (heute Großgemeinde Moosthenning). Ferner ist er in Wörth an der Donau, auf dem Bogenberg, Schierling und Ittling als Künstler nachweisbar. Zusammen mit seinem Schüler Johann Adam Schöpf schuf er 1729 die Malereien an den Hochschiffwänden und Pilastern der Zisterzienser-Stiftskirche des Klosters Gotteszell.

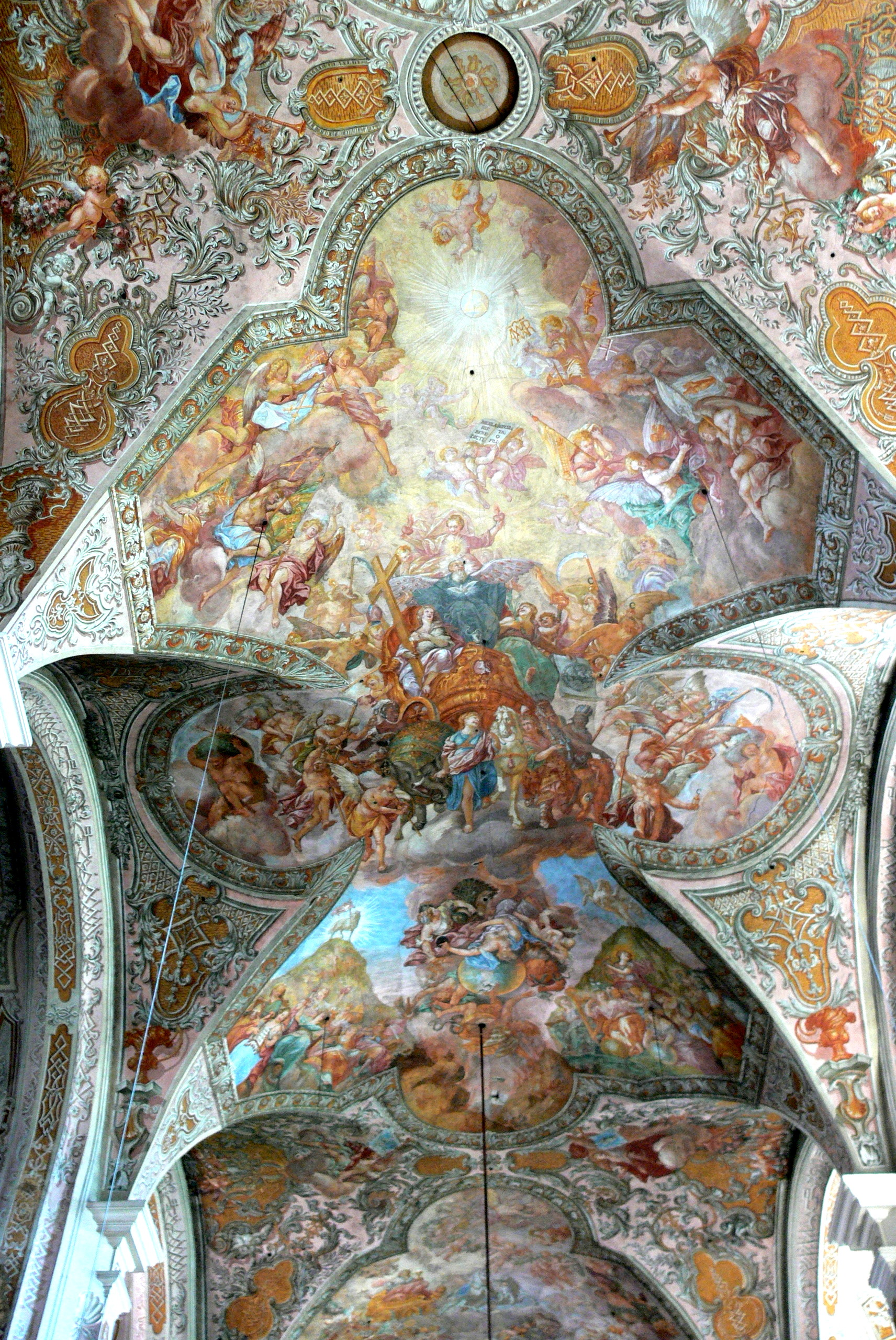
Klosterkirche Oberaltaich, Deckenfresko im Langhausgewölbe
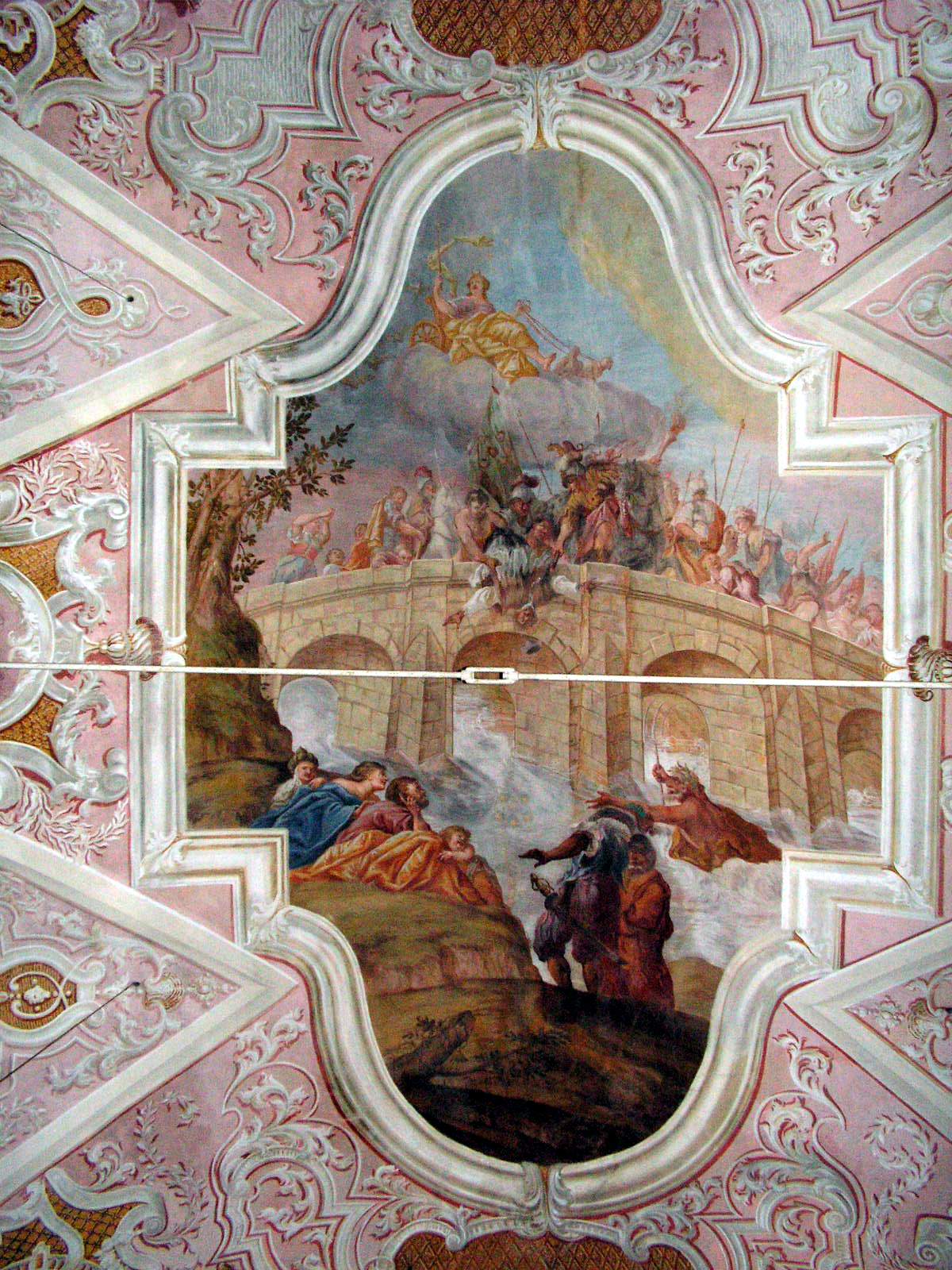
Das Martyrium des St. Nepomuk. Deckenfresko in der Pfarrkirche Thürnthenning (Gemeinde Moosthenning)